# Euclimacia grandis
Euclimacia grandis is een insect uit de familie van de Mantispidae, die tot de orde netvleugeligen (Neuroptera) behoort. 
Euclimacia grandis is voor het eerst wetenschappelijk beschreven door Guérin-Méneville in Duperry in 1831.